# Rozkochów (Klein-Polen)
Rozkochów is een plaats in het Poolse district Chrzanowski, woiwodschap Klein-Polen. De plaats maakt deel uit van de gemeente Babice en telt 778 inwoners.